# Sardinioides
Sardinioides è un genere di pesci ossei estinto, appartenente ai teleostei. Visse nel Cretaceo superiore (circa 85 - 75 milioni di anni fa) e i suoi resti fossili sono stati ritrovati in Europa e in Libano.

## Descrizione
Questo pesce possedeva una testa piuttosto grande, un corpo moderatamente allungato e, in generale, un aspetto tipico dei pesci ossei di mare aperto. Le dimensioni variavano da circa 5 centimetri di lunghezza (nella specie Sardinioides pusillus) a oltre 10 centimetri. La volta cranica era appiattita e le ossa parietali si incontravano a metà, mentre la regione interorbitale era ampia. Il suspensorium mandibolare era quasi verticale, e i denti minuscoli e molto ravvicinati. La zona delle guance era dotata di scaglie, mentre i raggi branchiostegali erano 9. Le vertebre (tra le 30 e le 40 unità) possedevano centri striati longitudinalmente e più alti che allungati. Le pinne erano dotate di raggi non allungati, ma alcuni raggi nella parte anteriore delle pinne mediane erano spinosi. Le pinne pettorali erano delicate e piccole, e si inserivano ben al di sopra del margine ventrale. Le pinne pelviche, invece, erano più grandi e robuste, dotate solitamente di 7 raggi, ed erano opposte alla pinna dorsale, che era posta quasi al centro del corpo e possedeva tra i 10 e i 18 raggi a seconda delle specie.  La pinna anale era piuttosto alta e quella caudale leggermente forcuta. Le scaglie erano grandi e uniformi, finemente dentellate lungo il bordo posteriore, e non vi era alcun ispessimento di queste lungo la linea laterale. 

## Classificazione
I primi fossili di questo animale vennero descritti da Louis Agassiz nel 1839; lo studioso li attribuì a una nuova specie del genere Osmeroides (O. monasteri) e a una specie del genere attuale Clupea (C. minima). Fu solo nel 1858 che Marck, per queste e altre specie, istituì il nuovo genere Sardinioides. I fossili di questo animale sono molto comuni nel giacimento di Sendenhorst in Germania, ma sono stati ritrovati vari fossili anche in Inghilterra, in Italia (dove è stata ritrovata la specie S. frigoae) in Libano.

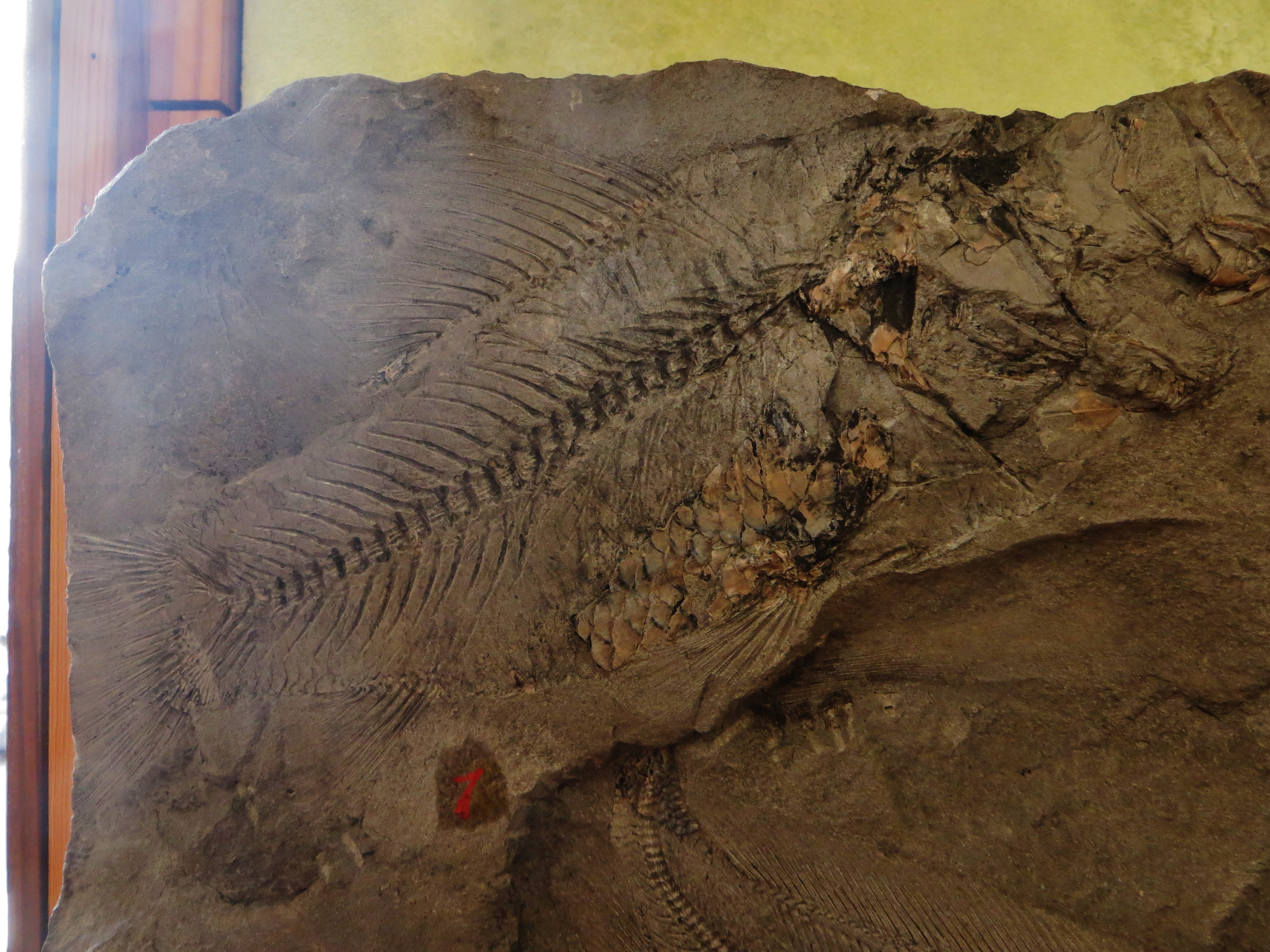
Fossile di Sardinioides crassicaudus

Sardinioides è stato attribuito in passato a vari gruppi di pesci ossei, ed è stato considerato un possibile antenato del grande gruppo degli acantotterigi. Attualmente è considerato un rappresentante basale dei mictofiformi, ed è classificato nella famiglia Neoscopelidae, comprendente anche forme attuali.